# Hạn ngạch thương mại
Hạn ngạch thương mại hay hạn chế số lượng là quy định của một nước về số lượng cao nhất của một mặt hàng hay một nhóm hàng được phép xuất hoặc nhập từ một thị trường trong một thời gian nhất định thông qua hình thức cấp giấy phép (Quota xuất - nhập khẩu).

## Phân loại
- Hạn ngạch nhập khẩu.
- Hạn ngạch xuất khẩu.

## Hạn ngạch nhập khẩu
- Hạn ngạch nhập khẩu đưa ra sự hạn chế về số lượng nhập khẩu, gây ảnh hưởng đến giá nội địa của hàng hóa.
- Hạn ngạch nhập khẩu tác động tương đối giống thuế nhập khẩu.
- Hạn ngạch nhập khẩu dẫn tới sự lãng phí nguồn lực của xã hội.
- Hạn ngạch không đem lại thu nhập cho chính phủ, nhưng lại đem lại lợi nhuận lớn cho người xin được giấy phép nhập khẩu theo hạn ngạch.
- Hạn ngạch có thể biến một doanh nghiệp trong nước thành một nhà độc quyền.

Hiện nay các quốc gia ít sử dụng công cụ hạn ngạch mà dùng thuế quan thay thế dần cho hạn ngạch. Đây là quy định có tính bắt buộc đối với các thành viên WTO.

## Hạn ngạch xuất khẩu
Đây là hạn ngạch ít được sử dụng.

## Tác động của hạn ngạch
- Giá nội địa của hàng hóa nhập khẩu sẽ tăng lên.
- Lãng phí nguồn lực xã hội.
- Có sự phân phối lại thu nhập.
- Chính phủ không nhận được khoản thu về thuế (Trừ hạn ngạch thuế quan)
- Có thể biến 1 doanh nghiệp thành một nhà độc quyền.
- Gây ra tiêu cực trong việc xin hạn ngạch giữa các doanh nghiệp.